# Agathosma
Agathosma är ett släkte av vinruteväxter. Agathosma ingår i familjen vinruteväxter.

## Dottertaxa tillAgathosma, i alfabetisk ordning[1]
- Agathosma abrupta
- Agathosma acocksii
- Agathosma acutissima
- Agathosma adenandriflora
- Agathosma adnata
- Agathosma aemula
- Agathosma affinis
- Agathosma alaris
- Agathosma alligans
- Agathosma alpina
- Agathosma alticola
- Agathosma anomala
- Agathosma apiculata
- Agathosma asperifolia
- Agathosma barnesiae
- Agathosma bathii
- Agathosma betulina
- Agathosma bicolor
- Agathosma bicornuta
- Agathosma bifida
- Agathosma bisulca
- Agathosma blaerioides
- Agathosma bodkinii
- Agathosma capensis
- Agathosma capitata
- Agathosma cedrimontana
- Agathosma cephalotes
- Agathosma cerefolium
- Agathosma ciliaris
- Agathosma ciliata
- Agathosma clavisepala
- Agathosma collina
- Agathosma concava
- Agathosma conferta
- Agathosma cordifolia
- Agathosma corymbosa
- Agathosma craspedota
- Agathosma crassifolia
- Agathosma crenulata
- Agathosma decurrens
- Agathosma dentata
- Agathosma dielsiana
- Agathosma distans
- Agathosma divaricata
- Agathosma dregeana
- Agathosma elata
- Agathosma elegans
- Agathosma eriantha
- Agathosma esterhuyseniae
- Agathosma florida
- Agathosma florulenta
- Agathosma foetidissima
- Agathosma foleyana
- Agathosma fraudulenta
- Agathosma geniculata
- Agathosma giftbergensis
- Agathosma glabrata
- Agathosma glandulosa
- Agathosma gnidiflora
- Agathosma gonaquensis
- Agathosma hirsuta
- Agathosma hirta
- Agathosma hispida
- Agathosma hookeri
- Agathosma humilis
- Agathosma imbricata
- Agathosma insignis
- Agathosma involucrata
- Agathosma joubertiana
- Agathosma juniperifolia
- Agathosma kougaensis
- Agathosma krakadouwensis
- Agathosma lanceolata
- Agathosma lancifolia
- Agathosma latipetala
- Agathosma leptospermoides
- Agathosma linifolia
- Agathosma longicornu
- Agathosma marifolia
- Agathosma marlothii
- Agathosma martiana
- Agathosma microcalyx
- Agathosma microcarpa
- Agathosma minuta
- Agathosma mirabilis
- Agathosma mucronulata
- Agathosma muirii
- Agathosma mundtii
- Agathosma namaquensis
- Agathosma odoratissima
- Agathosma orbicularis
- Agathosma ovalifolia
- Agathosma ovata
- Agathosma pallens
- Agathosma pattisonae
- Agathosma peglerae
- Agathosma pentachotoma
- Agathosma perdita
- Agathosma phillipsii
- Agathosma pilifera
- Agathosma planifolia
- Agathosma propinqua
- Agathosma puberula
- Agathosma pubigera
- Agathosma pulchella
- Agathosma pungens
- Agathosma purpurea
- Agathosma recurvifolia
- Agathosma rehmanniana
- Agathosma riversdalensis
- Agathosma robusta
- Agathosma roodebergensis
- Agathosma rosmarinifolia
- Agathosma rubricaulis
- Agathosma rudolphii
- Agathosma sabulosa
- Agathosma salina
- Agathosma scaberula
- Agathosma sedifolia
- Agathosma serpyllacea
- Agathosma serratifolia
- Agathosma sladeniana
- Agathosma spinescens
- Agathosma spinosa
- Agathosma squamosa
- Agathosma stenopetala
- Agathosma stenosepala
- Agathosma stilbeoides
- Agathosma stipitata
- Agathosma stokoei
- Agathosma subteretifolia
- Agathosma tabularis
- Agathosma thymifolia
- Agathosma trichocarpa
- Agathosma tulbaghensis
- Agathosma umbonata
- Agathosma unicarpellata
- Agathosma venusta
- Agathosma virgata
- Agathosma zwartbergensis